# Colla sardanista 9 de Novembre
La Colla sardanista 9 de Novembre es va presentar la primavera del 2014 durant l'acte d'inauguració de Barcelona com a Capital de la Sardana. Se'n va fer el bateig oficial a Granollers unes setmanes més tard. És formada per balladors de divuit a quaranta-cinc anys provinents de diverses agrupacions. El taronja és el seu color identificatiu i deu el nom a la data fixada per fer el referèndum d'autodeterminació de Catalunya.
Actualment només participen el Campionat Territorial de Barcelona Ciutat, perquè és una colla competitiva però que no vol deixar de banda el vessant d'oci. Ocasionalment, actua en concursos de temporada que es fan per tot el país, com ara els de Granollers, Vic, Ceret, Sitges i Cornellà de Llobregat.
A més de la competició, també ha fet exhibicions sardanístiques, entre les quals cal destacar l'actuació a ‘Cançó d'amor i de guerra’ a l'Auditori de Cornellà i la Ballada de Sardanes per la Independència, que es va fer el setembre del 2014 a l'Arc de Triomf. Per les festes de la Mercè també participen en l'exhibició de dansa que esbarts i colles sardanistes fan al Palauet Albéniz.
Més enllà de les activitats estrictament sardanístiques, la colla organitza activitats de lleure per als seus membres, com ara sortides culturals, un campionat de futbol sala i propostes de cap de setmana.